# نظریه هویت اجتماعی
هویت اجتماعی آن بخش از خودانگاره فرد است که از ادراک عضویت در یک گروه اجتماعی مشتق می‌شود. نظریه هویت اجتماعی آنچنانکه نخستین بار توسط هنری تاجفل و جان ترنر در دهه‌های هفتاد و هشتاد میلادی بیان شد، مفهوم هویت اجتماعی را به مثابه شیوه‌ای برای تبیین رفتار میان‌گروهی معرفی کرد.

نظریه هویت اجتماعی در بهترین تعبیر نظریه‌ای است که رفتارهای میان‌گروهی مشخصی را بر اساس ادراک منزلت گروهی متفاوت، ادراک مشروعیت و پایداری آن تفاوت‌های منزلتی، و ادراک توانایی جدا شدن از یک گروه و پیوستن به گروه دیگر، پیش‌بینی می‌کند. این تعبیر در تضاد با جاهایی قرار می‌گیرد که واژه «نظریه هویت اجتماعی» برای ارجاع به نظریه‌پردازی عمومی دربارهٔ خودهای اجتماعی انسان به کار رفته‌است. به علاوه، نظریه هویت اجتماعی هرگز بنا نبوده‌است که نظریه‌ای عمومی برای دسته‌بندی اجتماعی باشد؛ هر چند برخی پژوهشگران آن را بدان شکل هم به کار برده‌اند. با آگاهی از محدودیت‌های چشم‌انداز نظریه هویت اجتماعی بود که جان ترنر و همکارانش نظریه خواهرخوانده‌ای را در قالب نظریه دسته‌بندی خود طرح کردند که بر اساس روشن‌بینی‌های نظریه هویت اجتماعی ساخته شده بود تا زمینه عمومی‌تری برای خود و فرایندهای گروهی ایجاد کند. واژه رویکرد هویت اجتماعی یا دیدگاه هویت اجتماعی برای توصیف دستاوردهای هر دو نظریه هویت اجتماعی و نظریه دسته‌بندی خود پیشنهاد شده‌است.    موفق موید باشید

## جوانب نظریه

### پیوستار میان‌شخصی ـ میان‌گروهی

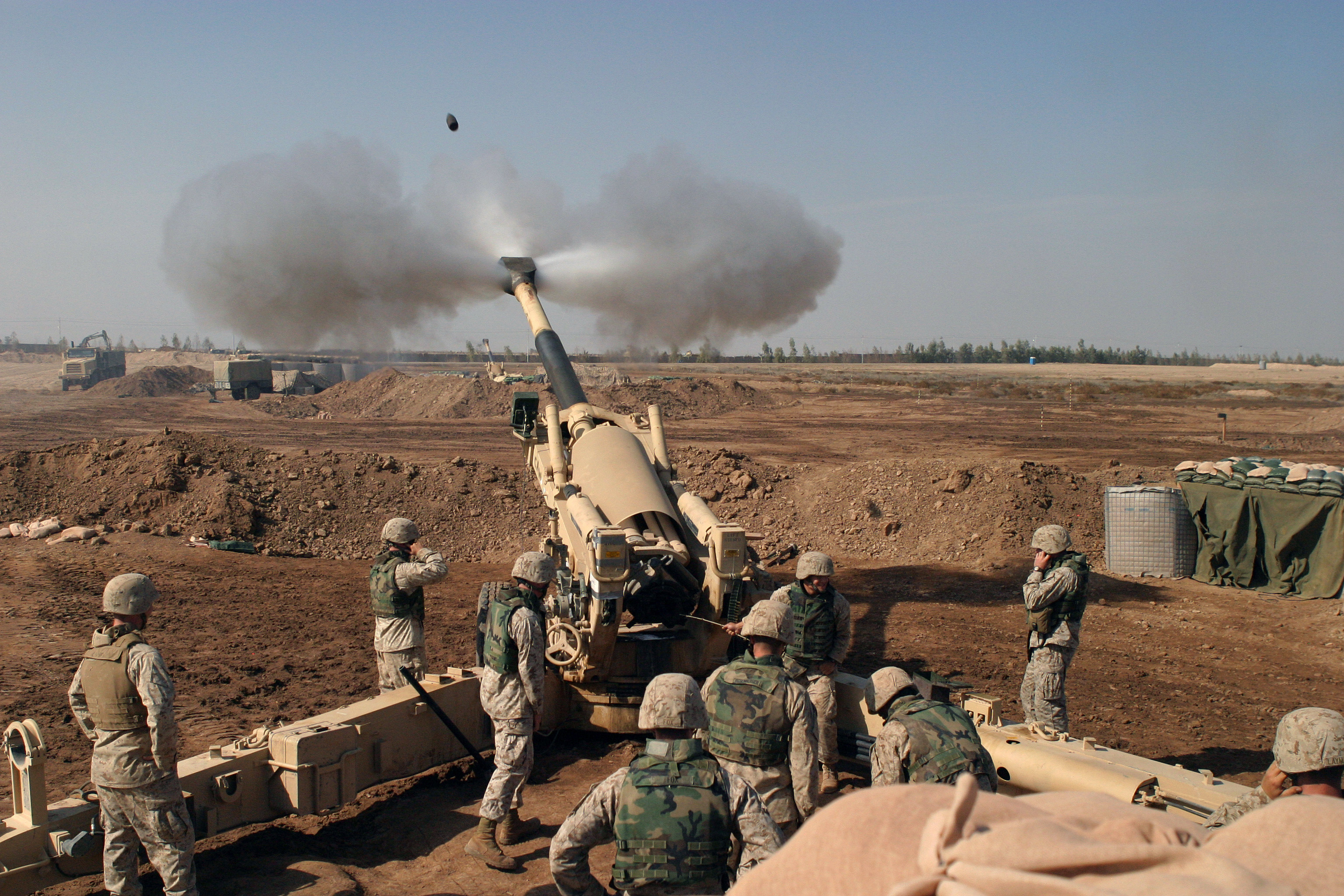
هنری تاجفل خاطر نشان می‌کند سربازان ارتش‌های متخاصم که بدون فکر کردن می‌جنگند، مثال روشنی از رفتار در منتهی‌الیه میان‌گروهی از پیوستار میان‌شخصی ـ میان‌گروهی است.

نظریه هویت اجتماعی اظهار می‌دارد رفتار اجتماعی بر روی پیوستاری در حد فاصل رفتار میان‌شخصی و رفتار میان‌گروهی تغییر می‌کند. رفتار کاملاً میان‌شخصی رفتاری است که صرفاً با ویژگی‌های فردی و روابط میان‌شخصی تعیین می‌شود که فقط میان دو نفر وجود دارد. رفتار کاملاً میان‌گروهی رفتاری است که صرفاً با عضویت در دسته‌های اجتماعی تعیین می‌شود که به بیش از دو نفر قابل اعمال است.
مؤلفان نظریه هویت اجتماعی اظهار می‌دارند که احتمال یافتن رفتارهای میان‌شخصی محض و میان‌گروهی محض در موقعیت‌های واقعی اجتماعی بسیار کم است. در عوض، انتظار می‌رود رفتار منبعث از آمیزه‌ای از این دو سر طیف باشد. سرشت شناختی هویت‌های شخصی در مقابل اجتماعی و روابط بین آنها، در نظریه دسته‌بندی خود هر چه کامل‌تر توسعه یافته‌است. نظریه هویت اجتماعی در عوض بر عوامل ساختاری اجتماعی متمرکز است که پیش‌بینی می‌کند کدام سر طیف بیشترین تأثیر را بر رفتار فرد خواهد داشت و آن رفتار چه شکل‌هایی به خود خواهد گرفت.

### تمایز مثبت
فرض کلیدی در نظریه هویت اجتماعی از این قرار است که افراد به‌طور غریزی برای کسب تمایز مثبت برانگیخته‌اند. به عبارت دیگر افراد «برای کسب خودانگاره‌ای مثبت، خود را به آب و آتش می‌زنند». از آنجا که افراد ممکن است به درجات مختلف با هویت‌های اجتماعی مربوط‌شان (جایی بر روی پیوستار میان‌شخصی ـ میان‌گروهی) تعریف شوند و از آنها آگاه یابند، بعدها در نظریه هویت اجتماعی مطرح شد که «افراد تلاش می‌کنند هویت اجتماعی مثبت کسب کنند یا آن را حفظ کنند». باید خاطر نشان کرد که سرشت دقیق این تلاش برای خودانگاره مثبت، خود محل بحث است (به فرصیه عزت نفس نگاه کنید).

هر دو، هم پیوستار میان‌شخصی ـ میان‌گروهی و هم فرض انگیزه تمایز مثبت، از نتایج یافته‌های مطالعات گروه حداقلی سر برآورد. به ویژه، آشکار شد افراد توزیع منابع را به قیمت نفع شخصی خود تنها در صورتی تأیید می‌کنند که آن شیوه توزیع، تمایز مثبت به نفع درون‌گروه را در مقابل برون‌گروه، حداکثر سازد.

### راهبردهای تمایز مثبت

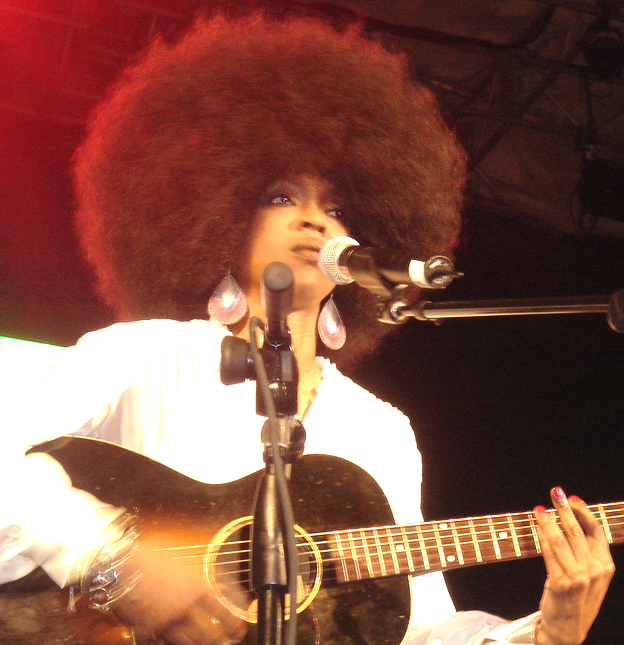
جنبش «سیاه زیباست» و همراهی آمریکایی آفریقایی‌ها با مدل‌های مو (همچون آفروز)، فرهنگ، سنن، و موسیقی آفریقایی، مثال‌هایی از خلاقیت‌شناختی گروه‌های با منزلت پایین در مواجهه با روابط میان‌گروهی پایدار بود که تاجفل و همکارانش ارائه کردند.

نظریه هویت اجتماعی بر اساس مولفه‌های بالا، راهبردهای گوناگونی را تشریح می‌کند که ممکن است برای کسب تمایز مثبت اتخاذ شود. مفروض گرفته شده‌است که فرد عمدتاً بنا بر ادراک روابط میان‌گروهی رفتار می‌کند. به ویژه، گزینش راهبرد، نتیجه ادراک نفوذپذیری مرزهای گروه (برای مثال، اینکه چقدر احتمال دارد عضو گروه از یک منزلت پایین در گروه به منزلتی بالا در گروه برسد) و همچنین ادراک مشروعیت و پایداری سلسله‌مراتب منزلت میان‌گروهی است.
راهبردهای خودبهبودبخش که در نظریه هویت اجتماعی تشریح شده‌اند در زیر تشریح می‌شوند. نکته مهم اینکه اگر چه این راهبردها از دید یک عضو دون‌پایه گروه در نظر گرفته شده‌اند اما اتخاذ رفتارهایی مشابه از سوی اعضای بلندمرتبه گروه را هم می‌توان از این زاویه تبیین کرد.

#### تحرک فردی
پیش‌بینی شده‌است در شرایطی که مرزهای گروهی نفوذپذیر تلقی شود، بیشتر احتمال دارد که افراد با راهبردهای تحرک فردی همراهی کنند. چرا که افراد «از گروه خود را منفک می‌کنند و اهداف فردی را تعقیب می‌کنند که عمدتاً برای بهبود وضعیت شخصی‌شان طراحی شده تا بهبود وضعیت درون‌گروه‌شان».

#### خلاقیت اجتماعی
وقتی که مرزهای گروهی نفوذناپذیر و روابط منزلت به شکل قابل توجهی پایدار تلقی می‌شود، قابل پیش‌بینی است افراد به رفتارهای خلاقیت اجتماعی متوسل شوند. در اینجا هم اعضای دون‌پایه گروه می‌توانند تمایز مثبت‌شان را افزایش دهند بدون اینکه منابع عینی درون‌گروه یا برون‌گروه ضرورتاً تغییری کرده باشد. این افزایش تمایز مثبت ممکن است از طریق مقایسه درون‌گروه با برون‌گروه از برخی ابعاد تازه، تغییر ارزش‌های الصاقی به ویژگی‌های گروه، و انتخاب برون‌گروهی جایگزین برای مقایسه با درون‌گروه به دست آمده باشد.

#### رقابت اجتماعی
اینجا درون‌گروه به دنبال تمایز مثبت از طریق رقابت مستقیم با برون‌گروه در قالب جانبداری گروهی است. این راهبرد از آن رو رقابتی شناخته شده‌است که در این مورد، جانبداری به نفع درون‌گروه، بر روی یک بعد ارزشی اتفاق می‌افتد که (برخلاف سناریوهای خلاقیت اجتماعی) میان همه گروه‌های اجتماعی مربوط مشترک است. پیش‌بینی می‌شود رقابت اجتماعی زمانی روی دهد که مرزهای گروهی نفوذناپذیر و روابط منزلتی به شکل قابل‌توجهی ناپایدار قلمداد شود. اگر چه که در نظریه هویت اجتماعی، این راهبرد امتیازی بر راهبردهای دیگر ندارد، اما به خاطر همین راهبرد است که راهبرد تمایز مثبت بیشتر توجه را برانگیخته است.

## توسعه نظریه

### زمینه تاریخی

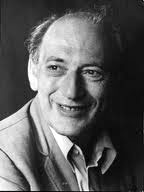
هنری تاجفل، روانشناس اجتماعی

تا اواخر دهه بیست میلادی دیدگاه جمع‌گرا، دیگر تفوق خود را در جریان اصلی روانشناسی اجتماعی از دست داده بود. حدوداً مصادف با نخستین ارائه رسمی نظریه هویت اجتماعی، تاجفل دربارهٔ وضعیت روانشناسی اجتماعی نوشت:
«از این رو، دسته‌بندی اجتماعی همچنان به عنوان یک «متغیر مستقل» پا در هوا و شناور قلمداد می‌شود که به‌طور اتفاقی ضربه می‌زند؛ انگاری روح آن را به حرکت درمی‌آورد. هیچ پیوندی میان شرایطی که حضور آن را تعیین می‌کند و شیوه عملکرد، و پیامدهای آن در پارامترهای مشترک به‌طور گسترده نافذ در رفتار اجتماعی، برقرار نشده یا تلاشی برای برقرار کردن این پیوند صورت نگرفته‌است. چرا، کی و چگونه دسته‌بندی اجتماعی برجسته است یا برجسته نیست؟ چه نوعی از سازه‌های مشترک واقعیت اجتماعی در دسته‌بندی اجتماعی مداخله می‌کنند که منجر به حال و هوایی اجتماعی می‌شود که در آن توده‌های بزرگ مردم احساس می‌کنند در تضادی درازمدت با دیگر توده‌هایند؟ برای مثال، حالات واسط روانشناختی از یک نظام اجتماعی پایدار به یک نظام اجتماعی ناپایدار کدامند؟» (تأکید از متن اصلی، ص ۱۸۸).
بنابراین، نظریه هویت اجتماعی تا حدودی بازتاب خواست استقرار مجدد رویکردی جمع‌گراتر در روانشناسی اجتماعی خود و گروه‌های اجتماعی است.

## تأثیر و تاثرات

### جانبداری گروهی
مقاله اصلی: جانبداری گروهی
جانبداری گروهی (که برغم ناخشنودی ترنر به عنوان «تورش درون‌گروهی» نیز شناخته می‌شود) اثری است که در آن افراد رسیدگی ویژه‌ای به دیگران می‌کنند وقتی که درمی‌یابند به گروه واحدی تعلق دارند. هویت اجتماعی، علت جانبداری گروهی را نیاز روانشناختی به تمایز مثبت معرفی می‌کند و موقعیت‌هایی (همچون کارکرد ادراک منزلت، مشروعیت، پایداری و نفوذپذیری گروهی) را توصیف می‌کند که جانبداری گروهی بسیار محتمل است. مطالعات گروه حداقلی نشان داده‌است جانبداری گروهی هم نسبت به گروه‌های ساختگی (مثل تقسیم شرکت‌کنندگان با شیر یا خط) و هم نسبت به گروه‌های غیرساختگی (مانند گروه‌های شکل‌گرفته بر مبنای فرهنگ، جنسیت، گرایش جنسی، و زبان مادری) محتمل‌الوقوع است.
مطالعات بعدی در رابطه میان دسته‌بندی اجتماعی و جانبداری گروهی، رواج نسبی جانبداری گروهی در مقابل تبعیض برون‌گروهی، توجیهات متفاوت جانبداری گروهی، و رابطه میان جانبداری گروهی و دیگر تنگناهای روانشناختی (همچون تهدید وجودی) را مورد بررسی قرار داده‌اند.

### مقاومت در مقابل دستاوردهای هویت یا مرتبط با هویت
هویت‌های اجتماعی جنبه ارزشمندی از خود محسوب می‌شوند و افراد منافع مالی خودشان را برای حفظ این ادارک خود که به یک گروه اجتماعی مشخص تعلق دارند، قربانی می‌کنند. اعضای احزاب سیاسی و هواداران تیم‌های ورزشی (مانند جمهوری‌خواهان و دموکرات‌ها، یا هواداران ام‌ال‌بی، ان‌اف‌ال و ان‌سی‌ای‌ای) از شرط‌بندی بر چیزی جز موفقیت حزب‌شان یا تیم‌شان ابا دارند؛ چرا که هزینه تشخیصی چنین شرط‌بندی احتمالاً به قیمت هویت‌یابی‌شان با آن حزب یا تیم تمام می‌شود. در نتیجه، اعضای حزب و هواداران تیم‌های ورزشی، حتی شرط‌بندی‌های خیلی مطبوع را هم در مقابل نتایج مورد نظر مرتبط با هویت‌شان، رد می‌کنند. برای مثال، بیش از ۴۵٪ هواداران ان‌سی‌ای‌ایی هاکی و بسکتبال، یک بخت واقعی و رایگان را نپذیرفتند که اگر تیم‌شان در بازی بعدی‌اش ببازد ۵ دلار بگیرند.

## بحث‌ها

### فرضیه عزت نفس
نظریه هویت اجتماعی مطرح می‌کند که افراد برای بدست آوردن انگاره‌های مثبت از خودشان و پاسداری از این انگاره‌ها برانگیخته‌اند. برخی از پژوهشگران همچون مایکل هاگ و دومنیک آبرامز بر این اساس، رابطه‌ای کاملاً مستقیم را میان هویت اجتماعی مثبت و عزت نفس مطرح کرده‌اند. در آنچه که به عنوان «فرضیه عزت نفس» شناخته شده، پیش‌بینی می‌شود عزت نفس با تورش گروهی، از دو جهت رابطه داشته باشد. نخست، تبعیض موفقیت‌آمیز میان‌گروهی، عزت نفس را افزایش می‌دهد. دوم اینکه عزت نفس سرکوب یا تهدید شده بر تبعیض میان‌گروهی می‌افزاید. شواهد تجربی برای این پیش‌بینی‌ها ضد و نقیض بوده‌است.
برخی از نظریه‌پردازان هویت اجتماعی همچون جان ترنر فرضیه عزت نفس را برای نظریه هویت اجتماعی فرعی می‌شمارند. در واقع، فرضیه عزت نفس به شکل بحث‌برانگیزی با اصول این نظریه در تضاد است. چرا که فرضیه عزت نفس تمایز میان هویت اجتماعی و هویت شخصی را خلط می‌کند. در همین راستا، جان ترنر و پنی اوکس در مخالفت با تفسیر تمایز مثبت به مثابه پیش‌نیازی سرراست برای عزت نفس یا «محرک شبه‌زیست‌شناختی پیش‌داوری» بحث کرده‌اند. در مقابل، آنان خواهان مفهومی پیچیده‌تر از عزت نفس مثبت، همچون بازتابی از ایدئولوژی‌ها و ارزش‌های اجتماعی مُدرک‌اند. به علاوه، دربارهٔ اینکه فرضیه عزت نفس راهبردهای جایگزین ـ راهبردهایی که در نظریه هویت اجتماعی صورت‌بندی شده‌اند (همچون تحرک فردی و خلاقیت اجتماعی) ـ برای پاسداری از خودانگاره مثبت را نادیده می‌گیرد، بحث شده‌است.

### عدم‌تقارن مثبت ـ منفی
پژوهشگران در آنچه که پدیده عدم‌تقارن مثبت ـ منفی خوانده شده‌است، نشان داده‌اند که تنبیه کردن برون‌گروه کمتر از پاداش دادن درون‌گروه برای عزت نفس سودمند است. از این یافته، این نکته نتیجه‌گیری شده‌است که نظریه هویت اجتماعی به هر حال نمی‌تواند تورش در ابعاد منفی را چاره کند. از این رو است که نظریه‌پردازان هویت اجتماعی خاطرنشان می‌کنند برای وقوع جانبداری گروهی، یک هویت اجتماعی «باید به لحاظ روانشناختی برجسته باشد»، و دیگر اینکه ممکن است ابعاد منفی همچون «مبنایی کمتر جفت و جور برای تعریف خود» تجربه شده باشد. این کیفیت مهم به طرز ظریفی در نظریه هویت اجتماعی حاضر است اما بعدها در نظریه دسته‌بندی خود توسعه یافته‌است. شواهد تجربی برای این دیدگاه وجود دارد. نشان داده شده‌است وقتی که مشارکت‌کنندگان در آزمایش می‌توانند ابعاد منفی را خود انتخاب کنند که درون‌گروه را تعریف می‌کند، عدم‌تقارن مثبت ـ منفی وجود ندارد.

### مشابهت میان‌گروهی
این فرض مطرح شده‌است که نظریه هویت اجتماعی مستلزم آن است که گروه‌های مشابه الزاماً انگیزه بیشتری برای متفاوت ساختن خودشان از یکدیگر داشته باشند. بدین ترتیب، یافته‌های تجربی در جاهایی که نشان داده‌اند گروه‌های مشابه سطوح افزایش یافته‌ای از جاذبه میان‌گروهی و سطوح کاهش یافته‌ای از تورش درون‌گروهی دارند، به عنوان مسئله‌ای برای این نظریه تفسیر شده‌اند. در جایی دیگر پیشنهاد شده‌است که این ناسازگاری آشکار ممکن است با در نظر گرفتن تأکید نظریه هویت اجتماعی بر اهمیت ادراک پایداری و مشروعیت سلسله‌مراتب منزلت میان‌گروهی برطرف شود.

### قدرت پیش‌بینی
نظریه هویت اجتماعی به خاطر داشتن قدرت تبیین‌کنندگی به مراتب بیشتر از قدرت پیش‌بینی‌کنندگی‌اش مورد انتقاد بوده‌است. زیرا در حالی که رابطه میان متغیرهای مستقل و منجر شدن به رفتار میان‌گروهی ممکن است با این نظریه در نگاه به گذشته سازگار باشد، اما آن نتیجه خاص در اغلب موارد همانی نیست که در ابتدا پیش‌بینی شده بود. در رد این اتهام می‌توان گفت که این نظریه هرگز مدعی داشتن پاسخ قاطع برای فهم روابط میان‌گروهی نبوده‌است. در عوض، این‌طور اظهار شده‌است که نظریه هویت اجتماعی باید دوشادوش فهم قابل قبول زمینه خاص اجتماعی مورد نظر، پیش برود. این استدلال اخیر با اهمیت آشکاری که مؤلفان نظریه هویت اجتماعی به نقش عوامل «عینی» داده‌اند، سازگار است؛ آنجا که اظهار می‌دارند در هر موقعیت خاص «تأثیرات متغیرهای نظریه هویت اجتماعی به شدت توسط فرایندهای اجتماعی، اقتصادی، و سیاسی از پیش موجود، تعین می‌پذیرد».

### نظریه هویت اجتماعی (نها) – کم‌مایه
برخی از پژوهشگران، نظریه هویت اجتماعی را همچون ترسیم خطی مستقیم تفسیر می‌کنند که هویت‌یابی با یک گروه اجتماعی را به جانبداری گروهی پیوند می‌دهد. برای مثال، چالرز استینگر و جان جست اظهار می‌دارند که «مفروض بنیادین نظریه هویت اجتماعی عبارتست از اینکه اعضای درون‌گروه، در برابر گروه‌های دیگر، جانب گروه خودشان را می‌گیرند». تفسیری که توسط دیگر پژوهشگران رد شده‌است. برای مثال، الکس هسلم اظهار می‌دارد «اگر چه نسخه‌های بی‌حساب و کتابی از نظریه هویت اجتماعی مدعی‌اند «هویت‌یابی اجتماعی به‌طور خودکار منجر به تبعیض و تورش می‌شود»، اما در واقع، … تبعیض و تضاد فقط در یک مجموعه محدود از شرایط روی می‌دهد». مرتبط کردن نظریه هویت اجتماعی با رقابت اجتماعی و جانبداری گروهی بخشی بدان جهت است که این نظریه در نخستین گزاره‌های خود مثال‌های تجربی از جانبداری گروهی آورد در حالی که راهبردهای تمایز مثبت جایگزین (همچون خلاقیت اجتماعی) در آن مرحله محتویات نظری بودند. با این همه، در برخی از حلقه‌ها، این پیش‌بینی همبستگی سرراست میان تورش و هویت‌یابی، عنوان تحقیرآمیز «نظریه هویت اجتماعی کم‌مایه» را پیدا کرده‌است.